# 42-es busz (Kazincbarcika)
A kazincbarcikai 42-es jelzésű autóbuszvonal a Vájár utca, a Kertváros, a Mátyás király út és a Szent Flórián tér között húzódott, amelyet a Volánbusz Zrt. üzemeltetett.

## Története
Az 1983 és 1987 között felépült KISZ-lakótelep hatására 1988 során, az ekkor már 20 éve fennálló herbolyai 4-es buszvonal nyomdokaiba lépett a városi buszállomás és az újépítésű családiházak között közlekedő 4C jelzésű buszok megjelenése. Bár nem a Tardonai úton közlekedett, hanem a Vécsetal-tanya és Herbolyabánya-telep környékén elterülő övezetben, normális tömegközlekedéssel szolgált, mely később a Vájár utca végén kialakított buszfordulóig tartott. Ezzel egyidejűleg a 42-es buszok is beindultak a Borsodi Vegyi Kombináton át egészen a Bányagépjavítóig, közvetlen kapcsolatot létrehozva.
Az autóbuszvonalban változások nem nagyon léptek életbe, a főleg munkásjárat remek módon tudott fennállni Kazincbarcikán. Ezt nem tudja elmondani a 4C-s buszvonal, hiszen a járatritkítás elérte azt is és a regionális buszforgalom is kezdett megjelenni a Kertvárosban. A következő lépcső a Volánbusz 2020 júliusában esedékes térségi menetrendreformhoz köthető. 3766-os számmal a Vájár utcai fordulóig közlekedő, gyorsított autóbuszok jelentek meg, melyek kiváltottak néhány reggeli és délutáni indítást, de még ez sem tudta felülmúlni a 42-es busz létfontosságát. 2020-ban már csak egy odatartó járattal rendelkezett a reggel folyamán, ami a 3766-os buszokkal ellentétben nem tért ki a városi buszállomásra.
2024. január 1-től önkormányzati döntés alapján a jövőben a város tömegközlekedésének nagyrészét helyközi autóbuszok végzik. A változás a 42-es buszvonalat (valamint a 4C-st) is érintette oly módon, hogy azt megszűntették, helyette a 4046-os buszt hozták létre, mely a buszállomásról indulva kitérést tesz a Vájár utcáig, majd a Mátyás király úton közlekedik Berente felé.

## Útvonala
| Vájár utca – Kertváros – Mátyás király út – Szent Flórián tér | Ellentétes irányban a 3766-os autóbuszok közlekednek. |
| --- | ----------------------------------------------------- |
| Vájár utca autóbusz-forduló ➝ Vájár utca ➝ Munkás utca ➝ Herbolyai út ➝ Mátyás király út ➝ Jószerencsét út ➝ Irinyi János utca ➝ Szent Flórián tér autóbusz-váróterem | Ellentétes irányban a 3766-os autóbuszok közlekednek. |

## Közlekedése
Indítása kizárólag munkanapokon történt kiegészítő járatként a reggeli órákban. Visszirányú indítás már nem volt jelen.
| Viszonylat                                      | Indításszám | Közlekedési rend |
| ----------------------------------------------- | ----------- | ---------------- |
| Vájár utca autóbusz-forduló – Szent Flórián tér | 1 oda       | munkanapokon     |

### Járművek
Az indításokat legtöbbször Credo Econell 12 autóbusz végezte, de fellelhető volt Credo EN 9,5 városi busz és utolsó időszakjában Credo Econell 18 Next csuklósbusz is (jelenleg is ilyen közlekedik a helyijáratok helyett 4046-os buszként azonos időben).

## Megállóhelyei
| 0 | Vájár utca autóbusz-forduló végállomás          | 0.0 km | 0  | 4C 3766, 4048 |
| 1 | Vájár utca 46.                                  | 0.5 km | 2  | 4B, 4C 3766, 4047, 4048 |
| 2 | Kertváros, Herbolyai utca                       | 0.9 km | 3  | 4B, 4C 3766, 4047, 4048 |
| 3 | Kertváros, II. számú iskola                     | 1.6 km | 5  | 4B, 4C 3766, 4047, 4048, 4066 |
| 4 | Árpád fejedelem tér                             | 2.2 km | 6  | 23 3766, 3767, 4048, 4066 |
| 5 | Strandfürdő                                     | 2.6 km | 8  | 23 3766, 3767, 4048, 4066 |
| 6 | Mátyás király út                                | 3.1 km | 9  | 23 3766, 3767, 4048, 4066, 4067 |
| 7 | Temető                                          | 3.8 km | 10 | 23 3756, 3763, 3764, 3765, 3766, 3767, 3770, 3772, 3773, 4040, 4041, 4044, 4047, 4048, 4050, 4052, 4059, 4063, 4065, 4066, 4067, 4069, 4070, 4075, 4080, 4082, 4083, 4084                                                                                 |
| 8 | Szent Flórián tér autóbusz-váróterem végállomás | 4.7 km | 11 | 1054, 1369, 1384, 1410, 1411 3756, 3763, 3764, 3765, 3766, 3767, 3769, 3770, 3772, 3773, 4040, 4041, 4043, 4044, 4045, 4047, 4048, 4050, 4052, 4058, 4059, 4061, 4062, 4063, 4065, 4066, 4067, 4069, 4070, 4075, 4079, 4080, 4081, 4082, 4083, 4084, 4194 |